# Twoje Radio (sieć)
Twoje Radio – sieć radiowa w Polsce nadająca w latach 1995-2004.

## Historia
Koncesję na nadawanie wydano 5 stycznia 1995 dla stacji w Wałbrzychu. Pierwsza z sieci powstała w dniu 5.04.1995 w Wałbrzychu, następnie 1.06.1995 w Jeleniej Górze, a ostatni 20.12.2001 w Zielonej Górze. Właścicielem sieci przed 2001 było "Stowarzyszenie Jowisz", a od 2001 należało do Agory.
Nagranie z ok. 2001 Radia Jowisz.

## Stacje radiowe
Twoje Radio Jelenia Góra – nadawał w latach 1995-2004 na terenie byłego województwa Jeleniogórskiego i częściowo Legnickiego na 106,2 MHz i 94,4 MHz, Twoje Radio Wałbrzych – nadawał w latach 1995-2004 na terenie Wałbrzycha, Świebodzic, Świdnicy, Kamiennej Góry, Strzegomiu i Legnicy. Twoje Radio Zielona Góra – nadawał w latach 2001-2004.

## Program[9]
Nadawana była muzyka lat 60, 70, 80 i początku lat 90 XX wieku. Podawane były informacje drogowe i ruch na przejściach granicznych.

### Audycje
- "Weekend Party" sobota 19:00-24:00
- "Trele morele" niedziela 10:00-11:00 (Program dla dzieci)
- "Wszystko może się zdarzyć" – niedziela 20:15-24:00

## Zasięg
Zasięg sieci była w Południowo-zachodniej polski na terenie byłych województw Jeleniogórskiego, Legnickiego i Wałbrzyskiego, po 1999 na terenie Wojewódzka Dolnośląskiego i Lubuskiego.